# Tuncel Kurtiz
Tuncel Tayanç Kurtiz (Bilecik, 1º febbraio 1936 – Istanbul, 27 settembre 2013) è stato un attore, sceneggiatore e regista turco, attivo al cinema, in teatro e in televisione.

## Biografia
Laureato in lingua e letteratura inglese presso l'Università di Istanbul, Tuncel Kurtiz ha iniziato a recitare in teatro nel 1956 e nel 1964 ha esordito sul grande schermo in Seytanin usaklari di Ilhan Engin.
Alla fine degli anni settanta si è occupato della regia di opere teatrali per il progetto turco-tedesco "Türkisches Ensemble", continuando a lavorare nel cinema come regista, produttore e sceneggiatore. Ma è come attore che ha ottenuto i principali riconoscimenti, tra cui 3 Golden Orange come miglior attore non protagonista nel 1980, 1994 e 2007 e l'Orso d'argento al Festival di Berlino del 1986 per Hiuch HaGdi.
Kurtiz è morto il 27 settembre 2013 nella sua casa di Etiler, a Istanbul. Le sue spoglie riposano nel villaggio di Çamlıbel, nel distretto di Edremit.

## Filmografia

### Attore

#### Cinema
- Seytanin usaklari, regia di Ilhan Engin (1964)
- Son kuslar, regia di Erdogan Tokatli (1965)
- Sokaklar yaniyor, regia di Bilge Olgaç (1965)
- Güzel Bir Gün Için, regia di Haldun Dormen (1965)
- Bir caniye gönül verdim, regia di Ilhan Engin (1965)
- Babasiz yasayamam, regia di Bilge Olgaç (1965)
- Üçünüzü de mihlarim, regia di Bilge Olgaç (1965)
- Sokakta kan vardi, regia di Vedat Türkali (1965)
- Sayili kabadayilar, regia di Hasan Kazankaya (1965)
- Krallar Krali, regia di Bilge Olgaç (1965)
- Konyakçi, regia di Tunç Basaran (1965)
- Haracima dokunma, regia di Hasan Kazankaya (1965)
- Büyük sehrin kanunu, regia di Cavit Yürüklü (1965)
- Ben öldükçe yasarim, regia di Duygu Sagiroglu (1965)
- Zehirli kucak, regia di Abdurrahman Palay (1966)
- Silahina sarilan adam, regia di Sinasi Özonuk (1966)
- Nikahsizlar, regia di Bilge Olgaç (1966)
- Kiran kirana, regia di Mehmet Dinler (1966)
- Kanunsuz yol, regia di Tunç Basaran e Ertem Göreç (1966)
- Kanunsuz daglar, regia di Nuri Akinci (1966)
- Kanli mezar, regia di Duygu Sagiroglu (1966)
- Dört kursun, regia di Yilmaz Duru (1966)
- Çingene, regia di Nuri Akinci (1966)
- Agalarin savasi, regia di Nuri Akinci (1966)
- Yigit yarali olur, regia di Ertem Göreç (1966)
- Silahlarin kanunu, regia di Yilmaz Atadeniz (1966)
- Karanlikta vurusanlar, regia di Cavit Yürüklü (1966)
- Hudutlarin Kanunu, regia di Lütfi Akad (1966)
- Çirkin Kral, regia di Yilmaz Atadeniz (1966)
- At avrat silah, regia di Yilmaz Güney (1966)
- Kuduz Recep, regia di Duygu Sagiroglu (1967)
- Krallar ölmez, regia di Ertem Göreç (1967)
- Bitmeyen Yol, regia di Duygu Sagiroglu (1967)
- Bana kursun islemez, regia di Yilmaz Güney e Alaeddin Perveroglu (1967)
- Umut, regia di Şerif Gören e Yilmaz Güney (1970)
- Tragic bus (Otobüs), regia di Tunç Okan (1975)
- Kanal, regia di Erden Kiral (1978)

- Il gregge (Sürü), regia di Zeki Ökten (1979)
- Lyckliga vi..., regia di Tuncel Kurtiz (1980)
- Bereketli Topraklar Üzerinde, regia di Erden Kiral (1980)
- Kleiner Mann was tun, regia di Uschi Madeisky e Klaus Werner (1981)
- Duvar, regia di Yilmaz Güney (1983)
- Kalabaliken i Bender, regia di Mats Arehn (1983)
- Turkse Video, regia di Otakar Votocek (1984) - Cortometraggio
- Hiuch HaGdi, regia di Shimon Dotan (1986)
- Den frusna leoparden, regia di Lárus Ýmir Óskarsson (1986)
- Aufbrüche, regia di Hartmut Horst e Eckart Lottmann (1987)
- Livsfarlig film, regia di Suzanne Osten (1988)
- Täcknamn Coq Rouge, regia di Per Berglund (1989)
- Skyddsängeln, regia di Suzanne Osten (1990)
- Zeit der Rache, regia di Anton Peschke (1990)
- Die Hallo-Sisters, regia di Ottokar Runze (1990)
- Dunkle Schatten der Angst, regia di Konstantin A. Schmidt (1993)
- Ask Ölümden Soguktur, regia di Canan Gerede (1994)
- Bir ask ugruna, regia di Tunca Yönder (1994)
- Agri'ya dönüs, regia di Tunca Yönder (1994)
- Istanbul Kanatlarimin Altinda, regia di Mustafa Altioklar (1996)
- Isiklar sönmesin, regia di Reis Çelik (1996)
- Tabutta Rövasata, regia di Dervis Zaim (1996)
- Cémile, regia di Ismet Elçi (1996)
- Akrebin yolculugu, regia di Ömer Kavur (1997)
- Sawdust Tales, regia di Baris Pirhasan (1997)
- Gräfin Sophia Hatun, regia di Ayse Polat (1997) - Cortometraggio
- Vive la mariée... et la libération du Kurdistan, regia di Hiner Saleem (1998)
- Hosçakal Yarin, regia di Reis Çelik (1998)
- Çok tuhaf sorusturma, regia di Ferhan Sensoy (2000)
- O da beni seviyor, regia di Baris Pirhasan (2001)
- Sellâle, regia di Semir Aslanyürek (2001)
- A cavallo della tigre, regia di Carlo Mazzacurati (2002)
- Ai confini del paradiso, regia di Fatih Akın (2007)
- Güz Sancisi, regia di Tomris Giritlioglu (2009)
- Siyah Beyaz, regia di Ahmet Boyacioglu (2010)
- Kayip Armagan, regia di Kerem S. Hünal (2010) - Doppiaggio
- Mutlu aile defteri, regia di Nihat Durak (2013)

#### Televisione

##### Film TV
- Ambassaden, regia di Barbro Karabuda (1974)
- Die Abschiebung, regia di Marianne Lüdcke (1985)
- Noel Baba, regia di Rudolf Oshege e Tayfun Bademsoy (1989)
- Ich liebe Deutschland, regia di Konstantin A. Schmidt (1991)
- Die Straße nach Istanbul, regia di Peter Sämann (1997)
- Kumru, regia di Cemal San (2000)

##### Serie TV e miniserie TV
- Tatort (1975) - 1 episodio
- Vägen till Gyllenblå! (1985-1986)
- Il Mahabharata (The Mahabharata) (1990)
- Dødelig kjemi (1992)
- Kvällspressen (1992) - 1 episodio
- Kurtlar sofrasi (1999)
- Haci (2006)
- Kara duvak (2007)
- Asi (2007-2008)
- Jack Hunter (Jack Hunter and the Lost Treasure of Ugarit) (2008) - 1 episodio
- Ezel (2009-2011)
- Muhtesem Yüzyil (2012-2013)

### Regista
- Lyckliga vi... (1980)

### Sceneggiatore
- Bereketli Topraklar Üzerinde, regia di Erden Kiral (1980)
- Lyckliga vi..., regia di Tuncel Kurtiz (1980

## Riconoscimenti
- Ankara International Film Festival
  - 1997 – Miglior attore non protagonista per Akrebin yolculugu
  - 2008 – Miglior attore non protagonista per Ai confini del paradiso

- Antalya Golden Orange Film Festival
  - 1980 – Golden Orange per il miglior attore non protagonista per Il gregge
  - 1981 – Golden Orange per la miglior sceneggiatura per Lyckliga vi...
  -  ? – Miglior film, 3º posto per Lyckliga vi...'
  - 1994 – Golden Orange per il miglior attore non protagonista per Bir ask ugruna
  - 2007 – Golden Orange per il miglior attore non protagonista per Ai confini del paradiso

- Festival internazionale del cinema di Berlino
  - 1986 – Orso d'argento per il miglior attore per Hiuch HaGdi